# 曾幾
曾幾（1084年—1166年），字吉甫，自号茶山居士。赣州（今属江西）人，中国南宋诗人。
父曾准嗜读书，與周敦颐为友。早年居河南府（今河南洛阳）。长兄曾弼任湖北提举学士时渡江不幸溺死，曾幾受蔭得补将仕郎。在吏部应试，赐進士出身。靖康元年（1126年），提举淮东茶盐。建炎三年（1129年），改提举湖北茶盐，徙广西运判，历江西、浙西提刑。绍兴八年（1138年），与秦桧不合，罷官。不久改為广西转运副使，请主管台州崇道观，寓居上饶，自号茶山居士。陆游拜见曾幾，听曾幾“忧国之言”。二十五年秦桧卒，起復为浙东提刑、知台州。孝宗隆兴二年（1164年）以左通议大夫退休。乾道二年卒，谥文清。工於詩，推重黄庭坚，被視為江西詩派繼承者，有《茶山集》八卷，早佚，清初四庫館臣自《永乐大典》輯出。

## 延伸阅读
[在维基数据编辑]
 《宋史/卷382》，出自脱脱《宋史》